# Piotrków Kujawski
Piotrków Kujawski (una delle più antiche parrocchie in Polonia; secondo la tradizione, fondata nel 980 dal primo vescovo di Kruszwica - Lucido)  un comune urbano-rurale polacco del distretto di Radziejów, nel voivodato della Cuiavia-Pomerania.
Ricopre una superficie di 138,62 km² e nel 2004 contava 9 645 abitanti.